# إيفون ماكغينيس
إيفون ماكغينيس (بالإنجليزية: Yvonne McGuinness)‏، هي فنانة تشكيلية إيرلندية تعمل في مجموعة متنوعة من السياقات، بما في ذلك تركيب الفيديو والطباعة. ولدت في كيلكيني بأيرلندا ومقرها الآن في مونكستاون، مقاطعة دبلن، وقد عُرضت أعمالها في أيرلندا و‌المملكة المتحدة، وهي حاصلة على درجة الماجستير من الكلية الملكية للفنون في لندن.
ذكرت سيرة ذاتية عام 2004، «انشغال الأعمال الحديثة بمفاهيم تصوير الذات والخداع، والتعامل مع الرغبة المتصاعدة للتعبير عن الذات لدى الفنان والتوتر بين الوحي والإخفاء».
أخرجت عدة أفلام قصيرة، هذا بيننا (2011)، تشارليز بليس (2012) موكب (2012).

## الحياة الشخصية
في عام 2004، تزوجت ماكغينيس من صديقها القديم كيليان مورفي، وأنجبت منه ولدين، ملاكي ولد في ديسمبر 2005 وآران من مواليد يوليو 2007. هي ابنة أخت السياسي جون ماكغينيس.